# 杨文亭
杨文亭，(1924年12月—)，山东威海乳山午极镇杨家庄村人，中国人民解放军将领。
1940年12月参军，1941年9月加入中国共产党。抗日战争时期，任牟平县大队战士、班长，后入八路军胶东军区东海军分区教导队学习。1942年2月起，历任胶东军区第一军分区兼东海独立团四连排长、连长。
解放战争时期，历任东海独立六团二营副营长，山东军区六师九团二营营长，华东野战军九纵二十六师七十八团二营营长，七十六团三营营长，二十七军八十师司令部科长等职。参加了孟良崮战役、潍县战役、淮海战役等。
先后担任胶东军区炮兵团参谋长，胶东军区炮兵主任，参加了朝鲜战争。1953年11月后，历任中国人民志愿军二十四军七十师炮兵副主任、炮兵三五〇团团长，炮兵司令部参谋长等职。
1964年4月，任炮兵十四军师长。1969年10月后，历任第二炮兵五十四基地副司令员、司令员，1971年4月，任中国人民解放军第二炮兵技术学院院长（正军级），1978年1月，任第二炮兵五十一基地司令员。1980年7月，任第二炮兵参谋长。1986年离休，未在1988年重新授衔。
曾任第五届全国人民代表大会代表。
获独立自由勋章和解放勋章。